# Cantonul Vibraye
Cantonul Vibraye este un canton din arondismentul Mamers, departamentul Sarthe, regiunea Pays de la Loire, Franța.

## Comune
| Comune          | Populație (1999) | Cod poștal | Cod INSEE |
| --------------- | ---------------- | ---------- | --------- |
| Berfay          | ...              | 72320      | 72032     |
| Dollon          | ...              | 72390      | 72118     |
| Lavaré          | ...              | 72390      | 72158     |
| Semur-en-Vallon | ...              | 72390      | 72333     |
| Valennes        | ...              | 72320      | 72366     |
| Vibraye         | ...              | 72320      | 72373     |